# 船木村 (岐阜県)
船木村（ふなきむら）はかつて岐阜県本巣郡に存在した村である。村の名前は中世の荘園船木荘に由来する。
合併で巣南村（1964年に巣南町に町制施行）になった後、2003年（平成15年）5月1日に穂積町と合併し瑞穂市となっている。
現在の瑞穂市の地名では、重里、美江寺、十七条、十八条にあたる。

## 歴史
- 江戸時代、この地域は本巣郡と大野郡であり、天領（美江寺村・十五条村・十八条村）、尾張藩領（十七条村）、旗本津田氏領（三日市場村）であった。また、美江寺村には中山道の宿場、美江寺宿が設けられた。
- 1897年（明治30年）4月1日 - 美江寺村、重里村、十七条村、十八条村が合併し、船木村になる。
- 1954年（昭和29年）9月20日 - 船木村、川崎村、鷺田村が合併して、巣南村になる。

## 小・中学校
- 船木村立船木小学校（現・瑞穂市立中小学校）
- 学校組合立巣南中学校（現･瑞穂市立巣南中学校）

## 交通
- 国鉄樽見線美江寺駅が船木村の駅に該当するが、美江寺駅開業前に船木村は消滅している。

## 観光など
- 美江寺宿
- 美江寺観音（旧美江寺跡地に1903年に建立した観音堂）
- 美江神社

## その他
- 1953年（昭和28年）の町村合併促進法により、本巣郡南部では、穂積町、船木村、川崎村、鷺田村、本田村、牛牧村の6町村での合併の計画が進められ、町名も「美和町」でほぼ決まっていたという[要出典]。しかし、この町名が問題となり計画は白紙となっている。現在の瑞穂市は、1953年に計画された美和町とほぼ一致している。